# Luis de la Puente

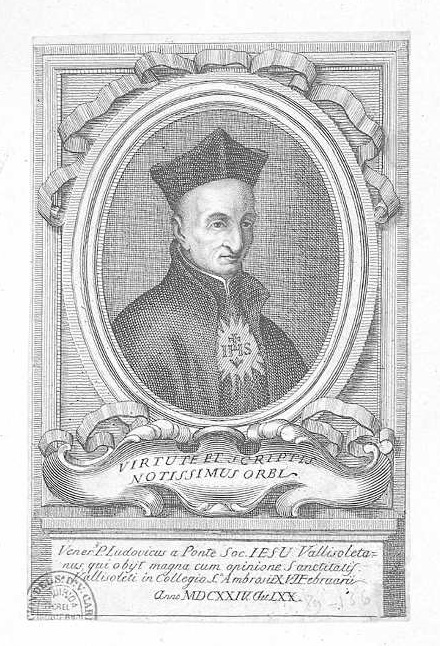
Luis de la Puente

Luis de la Puente SJ (* 11. November 1554 in Valladolid; † 16. Februar 1624 ebenda) war ein spanischer Jesuit und Verfasser asketischer Schriften. 

## Leben
Nach seinem Eintritt in die Gesellschaft Jesu studierte er unter dem berühmten Theologen Francisco Suárez. Bald nach seiner Priesterweihe im Jahr 1580 wurde er als Novizenmeister eingesetzt und war als solcher beliebt, musste diese Tätigkeit aber aus Gesundheitsgründen aufgeben. Er widmete sich fortan der Arbeit als Schriftsteller. 
Ab dem Jahr 1599 widmete er sich den Pestkranken in Villagarcia. Von vielen wegen seines demütigen Lebenswandels verehrt, starb er im Ruf der Heiligkeit. Bald nach seinem Tod wurde sein Seligsprechungsverfahren eingeleitet und der Heilige Stuhl erhob ihn zum ehrwürdigen Diener Gottes.

## Werke
Von seinen zahlreichen Schriften ist Meditaciones de los Mysterios de Nuestra Sancta Fe (1605 erschienen, Deutsch: Betrachtungen über die vorzüglichsten Geheimnisse des Glaubens) die berühmteste. Sie wurde in mehr als zehn Sprachen übersetzt und bis in das 20. Jahrhundert neu aufgelegt. 2016 erfolgte eine Neuauflage.
- Pretiosa Sensa et Caelestia Lumina : nunc Almae Congregationi Electorali Academiae Majori B.M. Virginis ab Angelo Salutatae Dusseldorpii in strenam oblata Anno MDCCLXXXV / Ludovici de Ponte Societ. Jesu latine quondam reddita ab Aureliano de Baenst, ejusdem Societatis Sacerdote. - Dusseldorii : F.F. Stahl, 1785. Digitalisierte Ausgabe der Universitäts- und Landesbibliothek Düsseldorf